# Robert Adams (fotografo)
Robert Adams (Orange, 8 maggio 1937) è un fotografo statunitense.
Come fotografo ha concentrato la sua attenzione sul cambiamento del paesaggio nel New West. Il corpo principale delle sue opere si concentra negli anni settanta quando pubblica il libro The New West (1974) e partecipa alla mostra New Topographics: Photographs of a Man-Altered Landscape (1975), curata da William Jenkins, a cui presero parte altri fotografi come Bernd e Hilla Becher, Lewis Baltz, Joe Deal, Nicholas Nixon, Frank Gohlke e Stephen Shore.
Nel 1981 pubblica il saggio, tradotto poi in diverse lingue, Beauty in Photography: Essays in Defense of Traditional Values edito da Aperture. Il libro è stato pubblicato in Italia con il titolo La bellezza in fotografia. Saggi in difesa dei valori tradizionali.
È rappresentato dalla Fraenkel Gallery di San Francisco.

## Vita
Robert Adams, figlio di Lois Hickman Adams e Ross Adams, nacque l'8 maggio 1937 ad Orange, nel New Jersey. Nel 1940 la famiglia si trasferì a Madison, sempre nel New Jersey, dove nacque la sorella Carolyn. Quindi nel 1947 si trasferirono nuovamente a Madison in Wisconsin dove Robert contrasse la poliomielite, da cui riuscì a guarire completamente. La famiglia si spostò l'ultima volta nel 1952 a Wheat Ridge, in Colorado, dove il padre riuscì a trovare un buon posto di lavoro.
Robert si iscrisse all'università del Colorado nel 1955, ma decise subito di trasferirsi all'Università di Redlands, in California, dove si laureò in inglese. Continuò i suoi studi di inglese all'Università della California del Sud.

## Lavoro
Nel 1962 tornò in Colorado dove iniziò ad insegnare inglese presso il Colorado College a Colorado Springs. Iniziò a fotografare l'anno successivo, quando acquistò una 35 mm reflex. Iniziò ad interessarsi sempre di più alla fotografia come linguaggio leggendo Camera Work e Aperture presso il Colorado Springs Fine Arts Center. La tecnica invece l'acquisì frequentando Myron Wood, un fotografo professionista della zona.
Nel 1967 cominciò ad insegnare part time in modo da potersi occupare con più dedizione alla fotografia. Incontrò John Szarkowski, l'allora curatore del dipartimento di fotografia del Museum of Modern Art nel corso di un viaggio a New York nel 1969. L'anno successivo divenne fotografo a tempo pieno.
Nel 2009 gli è stato assegnato l'Hasselblad Award.